# Jerzy Marcin Lubomirski
Jerzy Marcin Lubomirski herbu Szreniawa bez Krzyża (ur. 24 października 1738 w Krakowie, zm. 14 października 1800 w Trzęsówce) – generał lejtnant wojsk koronnych w 1773 roku, konfederat barski, szef 11. Regimentu Pieszego Grenadierów (1775), starosta barski w 1774 roku, mecenas sztuki, pamiętnikarz (jego „Pamiętniki” zostały wydane w 1867).

## Życie
Syn Antoniego Benedykta, miecznika koronnego, i Anny Zofii z Ożarowskich. Młody książę odebrał staranne wykształcenie - uczył się w Collegium Nobilium w Warszawie i Akademii Leszczyńskiego w Lunéville. Po zakończeniu edukacji odbył podróż po Europie i zatrzymał się na dłużej w Paryżu, gdzie mając szesnaście lat roztrwonił powierzony mu przez ojca znaczny majątek. Na wieść o hulaszczym życiu ojciec wezwał go do Polski i postanowił przeznaczyć syna do kariery wojskowej, któremu dzięki różnym protekcjom wyjednał awans na generała-majora. W odpowiedzi Jerzy Marcin zebrał bandę dwustu rozbójników i złupił doszczętnie majątek ojca Połonne. Porwał wtedy siedemnastoletnią dwórkę swojej matki Annę Weleżyńską i uciekł z nią do majątku pod Częstochową swojego stryja Franciszka Lubomirskiego, którego bardzo szybko okradł i spalił jego dobra.
Podczas wojny siedmioletniej walczył po stronie Prus na terenie Czech i Śląska przeciwko wojskom Andrzeja Hadika. Po dezercji przeszedł na stronę polską i w Kamieniu pod Częstochową założył obóz dla swojej bandy i zaoferował swoje zbójeckie usługi Rosjanom. Banda napadała głównie na pruskie transporty żywności, których część oddawała rosyjskim wojskom, ale organizowała też najazdy na wsie i małe miasteczka Wielkopolski i Śląska.
Antoni Benedykt postanowił położyć kres poczynaniom syna - wszedł w porozumienie z Janem Klemensem Branickim i uzyskał zgodę króla na użycie wojsk koronnych przeciwko rozbójnikowi. Banda została rozbita 29 czerwca 1759 roku przez trzy regimenty koronnych, po zdobyciu Kamienia. Schwytanych rozbójników, po bardzo krótkim sądzie, powieszono w Krakowie, a samego Jerzego Marcina wydalono z wojska, pozbawiono stopnia wojskowego i odstawiono do Kamieńca Podolskiego z wyrokiem dożywocia, które dzięki interwencji ojca zamieniono na 15 lat. Początkowo osadzono go w więzieniu w Białymstoku, w 1760 przeniesiono go do twierdzy Munkacz, a w 1763 do więzienia w Budzie. Tu poznał Marię Annę Hadik von Futak, córkę marszałka polnego i komendanta twierdzy Andrzeja Hadika, który jako przyszły teść zaczął starania o jego uwolnienie. Po zwolnieniu w maju 1765 para wzięła ślub 5 czerwca 1765 r. w Hermannstadt. W 1770 na świat przyszła córka Łucja Franciszka.
Po powrocie do Polski przejął majątek po zmarłym w 1761 ojcu. Objęty infamią nie uczestniczył w życiu publicznym aż do wybuchu konfederacji barskiej.
Po wybuchu konfederacji barskiej stanął po stronie konfederatów, przekazując na ich rzecz znaczne środki finansowe. Pomógł zorganizować oddziały w województwie sandomierskim i na ziemi sanockiej, skąd ruszył na pomoc Krakowowi razem z Piotrem Potockim i Ignacym Jakubem Branickim. Po przegranej bitwie pod Makowem schronił się na Węgrzech, co skutkowało licznymi oskarżeniami o zdradę i tchórzostwo. Wiosną 1769 powrócił do walk, współpracując m.in. z Kazimierzem Pułaskim.
Poseł na Sejm Rozbiorowy (1773–1775) z województwa sandomierskiego, członek delegacji Sejmu Rozbiorowego. Według legendy sam miał usuwać z progu Tadeusza Reytana. Jako sługa ambasadora rosyjskiego Stackelberga został członkiem Rady Nieustającej. Poseł na Sejm 1776 roku z województwa kijowskiego.
Po wielu przygodach osiadł w Warszawie i stał się mecenasem sztuki. Od ok. 1775 związany był z teatrem warszawskim.; wystawił m.in. własnym kosztem balet „Sąd Parysa” (1775). Po rozwodzie z Anną Marią powtórnie ożenił się z Honoratą ze Stępkowskich w 1777. Pożycie małżeńskie było krótkie, a Jerzy Marcin zezwolił na rozwód dopiero w 1782. W tym samym roku wywołał skandal opisywany w warszawskich gazetach, pokazując się na warszawskim balu maskowym w 1782 w stroju kobiecym. Nie był to jedyny skandal obyczajowy Jerzego Marcina - Michał Modzelewski twierdził, że książę miał "paskudne wschodnie narowy" i otwarcie utrzymywał młodego Kozaka jako swojego faworyta, któremu ostatecznie kupił tytuł szlachecki od króla. Współcześnie pojawiają się interpretacje, że rozliczne związki z kobietami i mężczyznami (innym kochankiem księcia miał być sekretarz Janusza Sanguszki, Karol Szydłoski) można rozpatrywać w kategoriach biseksualności.
Po roku 1783 był żonaty z Wilhelminą Albertyną, córką barona Fryderyka Wilhelma von Seydlitz, generała pruskiego, rozwiedzioną uprzednio z Fryderykiem Ewaldem von Masow. Rozszedł się z nią przed czerwcem 1785, gdyż wtedy Wilhelmina wyszła za mąż za Wojciecha Mączyńskiego. W 1785 kierował przez pewien czas teatrem dworskim Stanisława Augusta. Wkrótce ograniczył swoją działalność teatralną, poprzestając na organizowaniu koncertów i zabaw. W końcu sprzedał dużą część swoich dóbr i w 1789 wyjechał do Frankfurtu nad Menem, gdzie zbliżył się do sekty Jakuba Franka, w którego pogrzebie w 1791 uczestniczył. Po raz ostatni się wtedy ożenił - z frankistką Teklą Łabęcką (zmarłą w Warszawie w r. 1830). Ostatnie lata przeżył osamotniony w biedzie w Trzęsówce, gdzie zmarł, a został pochowany w Cmolasie. Przez wiele lat uważano, że zmarł w Przecławiu w 1811 r. Historycy nieopatrznie datę śmierci jego córki Franciszki Łucji Tyszkiewiczowej przypisali księciu.
Po stryju odziedziczył m.in. Dobra Mniszewskie. Natomiast po ojcu olbrzymią fortunę (m.in. Dobra Połonne, Międzyrzec, Lubar, Zamek w Janowcu). Roztrwonił fortunę, ale jeszcze przed bankructwem sprzedał Dobra Mniszewskie siostrze Magdalenie Agnieszce Lubomirskiej, która zapisała mu dożywocie. Jak głosi legenda, Zamek w Janowcu, którego był właścicielem, przegrał w karty na rzecz Mikołaja Piaskowskiego, podkomorzego krzemienieckiego.